# Golicynové
Golicynové (v různých variantách též Galicynové, Galitzinové, Gallitzinové, apod., rusky Голицыны) je ruský knížecí rod původem z Litvy, jehož předkové byli v mužské linii rodu spřízněni s velkoknížetem Gediminasem, zakladatelem panovnického rodu Jagellonců a linie knížat Trubeckých. 

## Historie rodu
Jeden z potomků velkoknížete Gediminase, Ivan Bulgak, měl své přízvisko Golicyn (vysl. Galicyn) dostat podle silných kožených rukavic (golica), které nosil přes vlněné rukavice, a jméno poté přešlo na jeho potomky jako rodové.

### Osud rodu v sovětské době

V erbu knížecí linie Galitzinů je obsažen litevský jezdec

Z mnoha linií knížecího rodu Golicynů, které existovaly v roce 1917, přežila v Sovětském svazu pouze jediná. Všechny ostatní byly zlikvidovány nebo donuceny k emigraci. Bolševici pozatýkali desítky členů rodu Golicynů, jež následně postříleli nebo zahubili v gulazích. Další desítky osob zmizely beze stopy v době bolševické revoluce a jejich další osud je nejasný. V současné době žije více členů rodu Golicynů v USA než v samotném Rusku.
Sergej Golicyn (1909–1989) sepsal paměti s názvem "Memoirs of a Survivor: The Golitsyn Family in Stalin's Russia". Kniha popisuje období od revoluce v roce 1917 až po vstup Sovětského svazu do druhé světové války v roce 1941. Osud rodu Galitzinů/Golicynů je také ústředním tématem knihy historika Douglase Smitha o zániku ruské aristokracie v dobách komunistického režimu v Sovětském svazu.

## Významné osobnosti rodu
- Alexandr Alexandrovič Golicyn (1908–2005), známý pod jménem Alexander Golitzen jako americký filmový architekt
- Alexandr Fjodorovič Golicyn (1796–1864), ruský kníže
- Alexej Andrejevič Golicyn (1632–1694) státník, číšník (1652), stolník, vojevoda a bojar (1658), zakladatel alexejevičské větve.
- Amalie von Gallitzin (1748–1806), německá osvícenská saloniérka
- Boris Borisovič Golicyn (1862–1916), ruský geofyzik
- Demetrius Augustinus Gallitzin (1770–1840), americký duchovní
- Dmitrij Alexejevič Golicyn (1734–1803), diplomat a vědec, kulturní činitel Kateřiny II.
- Dmitrij Michajlovič Golicyn (1665–1737), ruský senátor a člen nejvyšší tajné rady
- Dmitrij Vladimirovič Golicyn (1771–1844), generál a generální gubernátor Moskvy
- Georgij Sergejevič Golicyn (* 1935), ruský fyzik a vysokoškolský učitel
- Grigorij Sergejevič Golicin (1838–1907), ruský generál a státník
- Irene Galitzine (1916–2006), italská módní návrhářka
- Ivan Vasiljevič Bulgakov-Golicyn († 1498), ruský kníže a bojar přezdívaný Golica
- Jurij Nikolajevič Golicyn (1823–1872), ruský hudební skladatel
- Lev Golicyn (1845–1915), kníže, obchodník
- Michail Ivanovič Bulgakov-Golicyn (1466–1556), ruský úředník a vojevůdce
- Michail Michajlovič Golicyn (1684–1764), generál admirál a hlavní velitel ruského carského námořnictva v letech 1749–1762.
- Nikolaj Dmitrijevič Golicyn (1850–1925), politik, poslední předseda vlády Ruského impéria
- Nikolaj Borisovič Golicyn (1794–1866), mecenáš umění
- Sergej Michajlovič Golicyn (1774–1859), ruský kníže
- Vasilij Vasiljevič Golicyn (1644–1714), ruský státník a milenec carevny Žofie
- Vladimir Michajlovič Golicyn (1847–1932), ruský kníže, gubernátor a starosta Moskvy
- Vladimir Vladimirovič Golicyn (* 1947), ruský právník a soudce